# Élections législatives de 2007 dans la Drôme
Les élections législatives françaises de 2007 se déroulent les 10 et 17 juin 2007. Dans le département de la Drôme, quatre députés sont à élire dans le cadre de quatre circonscriptions.

## Élus
| Circonscription | Député sortant                            | Parti | Parti | Député élu ou réélu | Parti | Parti |
| --------------- | ----------------------------------------- | ----- | ----- | ------------------- | ----- | ----- |
| 1re             | Patrick Labaune                           |       | UMP   | Patrick Labaune     |       | UMP   |
| 2e              | Éric Besson                               |       | PS    | Franck Reynier      |       | UMP   |
| 3e              | Fabien Limonta suppléant de Hervé Mariton |       | UMP   | Hervé Mariton       |       | UMP   |
| 4e              | Gabriel Biancheri                         |       | UMP   | Gabriel Biancheri   |       | UMP   |

## Résultats

### Résultats à l'échelle du département
| Parti                                     | Parti                                 | Premier tour | Premier tour | Second tour | Second tour | Sièges |
| Parti                                     | Parti                                 | Voix         | %            | Voix        | %           | Sièges |
| ----------------------------------------- | ------------------------------------- | ------------ | ------------ | ----------- | ----------- | ------ |
|                                           | Union pour un mouvement populaire     | 90 343       | 44,02        | 110 511     | 54,54       | 4      |
|                                           | Divers droite                         | 2 546        | 1,24         |             |             | 0      |
|                                           | Mouvement pour la France              | 150          | 0,07         | 0           |             |        |
|                                           | Majorité présidentielle               | 93 039       | 45,34        | 110 511     | 54,54       | 4      |
|                                           |                                       |              |              |             |             |        |
|                                           | Parti socialiste                      | 39 556       | 19,28        | 70 880      | 34,98       | 0      |
|                                           | Divers gauche dont MRC                | 12 548       | 6,11         | 21 235      | 10,48       | 0      |
|                                           | Les Verts                             | 12 384       | 6,03         |             |             | 0      |
|                                           | Parti communiste français             | 6 950        | 3,39         | 0           |             |        |
|                                           | Gauche parlementaire                  | 71 438       | 34,81        | 92 115      | 45,46       | 0      |
|                                           |                                       |              |              |             |             |        |
|                                           | UDF–Mouvement démocrate               | 19 130       | 9,32         |             |             | 0      |
|                                           | Front national                        | 11 482       | 5,60         | 0           |             |        |
|                                           | Extrême gauche dont LCR et LO et SÉGA | 6 758        | 3,29         | 0           |             |        |
|                                           | Divers écologiste dont LT-LNÉ et MÉI  | 2 129        | 1,04         | 0           |             |        |
|                                           | Mouvement national républicain        | 822          | 0,40         | 0           |             |        |
|                                           | Divers                                | 418          | 0,20         | 0           |             |        |
|                                           |                                       |              |              |             |             |        |
| Inscrits                                  | Inscrits                              | 339 250      | 100,00       | 339 250     | 100,00      | 4      |
| Abstentions                               | Abstentions                           | 130 803      | 38,56        | 129 751     | 38,25       |        |
| Votants                                   | Votants                               | 208 447      | 61,44        | 209 499     | 61,75       |        |
| Blancs et nuls                            | Blancs et nuls                        | 3 231        | 1,55         | 6 873       | 3,28        |        |
| Exprimés                                  | Exprimés                              | 205 216      | 98,45        | 202 626     | 96,72       |        |
| Source : Ministère de l'Intérieur - Drôme |                                       |              |              |             |             |        |

### Résultats par circonscription

#### Première circonscription (Valence)
| Candidat       | Candidat                      | Parti          | Premier tour | Premier tour | Second tour | Second tour |  |
| Candidat       | Candidat                      | Parti          | Voix         | %            | Voix        | %           |  |
| -------------- | ----------------------------- | -------------- | ------------ | ------------ | ----------- | ----------- |  |
|                | Patrick Labaune sortant réélu | UMP            | 19 173       | 45,98        | 22 783      | 55,46       |  |
|                | Zabida Nakib-Colomb           | PS             | 8 569        | 20,55        | 18 295      | 44,54       |  |
|                | Michèle Rivasi                | Les Verts      | 5 486        | 13,15        |             |             |  |
|                | Danielle Persico              | UDF–MoDem      | 3 166        | 7,59         |             |             |  |
|                | Nathalie Franquet             | FN             | 1 966        | 4,71         |             |             |  |
|                | Marie-Odile Chevalier         | LCR            | 1 146        | 2,75         |             |             |  |
|                | Danielle Garnier              | PCF            | 849          | 2,04         |             |             |  |
|                | Laurence Baffert              | MPF            | 470          | 1,13         |             |             |  |
|                | Michel Capelasse              | MÉI            | 357          | 0,86         |             |             |  |
|                | Alain Terno                   | LO             | 295          | 0,71         |             |             |  |
|                | Geneviève Dussoulier          | Divers         | 226          | 0,54         |             |             |  |
|                |                               |                |              |              |             |             |  |
| Inscrits       | Inscrits                      | Inscrits       | 73 065       | 100,00       | 73 056      | 100,00      |  |
| Abstentions    | Abstentions                   | Abstentions    | 30 714       | 42,04        | 30 078      | 41,17       |  |
| Votants        | Votants                       | Votants        | 42 351       | 57,96        | 42 978      | 58,83       |  |
| Blancs et nuls | Blancs et nuls                | Blancs et nuls | 648          | 1,53         | 1 900       | 4,42        |  |
| Exprimés       | Exprimés                      | Exprimés       | 41 703       | 98,47        | 41 078      | 95,58       |  |

#### Deuxième circonscription (Montélimar - Pierrelatte)
| Candidat       | Candidat               | Parti          | Premier tour | Premier tour | Second tour | Second tour |  |
| Candidat       | Candidat               | Parti          | Voix         | %            | Voix        | %           |  |
| -------------- | ---------------------- | -------------- | ------------ | ------------ | ----------- | ----------- |  |
|                | Franck Reynier élu     | UMP            | 19 975       | 40,4         | 25 641      | 53          |  |
|                | Anne-Marie Rème-Pic    | PS             | 13 724       | 27,76        | 22 737      | 47          |  |
|                | Thierry Cornillet      | UDF–MoDem      | 6 777        | 13,71        |             |             |  |
|                | Joël Cheval            | FN             | 3 278        | 6,63         |             |             |  |
|                | Marie-Jo Bayoud-Torres | PCF            | 1 827        | 3,7          |             |             |  |
|                | Dominique Hennion      | Les Verts      | 1 268        | 2,56         |             |             |  |
|                | Raphaèle Mounib        | LCR            | 1 078        | 2,18         |             |             |  |
|                | Clotilde Marchandier   | MPF            | 525          | 1,06         |             |             |  |
|                | Serge Carvou           | LT-LNÉ         | 509          | 1,03         |             |             |  |
|                | Adèle Kopff            | LO             | 261          | 0,53         |             |             |  |
|                | Alfred Canovas         | MNR            | 217          | 0,44         |             |             |  |
|                |                        |                |              |              |             |             |  |
| Inscrits       | Inscrits               | Inscrits       | 82 526       | 100,00       | 82 524      | 100,00      |  |
| Abstentions    | Abstentions            | Abstentions    | 32 270       | 39,1         | 32 547      | 39,44       |  |
| Votants        | Votants                | Votants        | 50 256       | 60,9         | 49 977      | 60,56       |  |
| Blancs et nuls | Blancs et nuls         | Blancs et nuls | 817          | 1,63         | 1 599       | 3,2         |  |
| Exprimés       | Exprimés               | Exprimés       | 49 439       | 98,37        | 48 378      | 96,8        |  |

#### Troisième circonscription (Crest - Die - Nyons)
| Candidat       | Candidat                    | Parti             | Premier tour | Premier tour | Second tour | Second tour |  |
| Candidat       | Candidat                    | Parti             | Voix         | %            | Voix        | %           |  |
| -------------- | --------------------------- | ----------------- | ------------ | ------------ | ----------- | ----------- |  |
|                | Hervé Mariton sortant réélu | UMP               | 27 779       | 44,03        | 33 147      | 52,62       |  |
|                | Michel Grégoire             | PS                | 17 263       | 27,36        | 29 848      | 47,38       |  |
|                | François Pégon              | UDF–MoDem         | 4 689        | 7,43         |             |             |  |
|                | Philippe Berrard            | Les Verts         | 3 541        | 5,61         |             |             |  |
|                | Daniel Pélissier            | FN                | 2 836        | 4,5          |             |             |  |
|                | Joël Mottet                 | PCF               | 2 815        | 4,46         |             |             |  |
|                | Gérard Gagnier              | LCR               | 1 939        | 3,07         |             |             |  |
|                | Gérald Tanniou              | LT-LNÉ            | 616          | 0,98         |             |             |  |
|                | Catherine Règue             | MPF               | 576          | 0,91         |             |             |  |
|                | Michel Piot                 | LO                | 375          | 0,59         |             |             |  |
|                | Jeanquier                   | MNR               | 318          | 0,5          |             |             |  |
|                | Laurence Simon              | Régionaliste (PO) | 192          | 0,3          |             |             |  |
|                | Marie-Antoinett Thivel      | Divers droite     | 150          | 0,24         |             |             |  |
|                |                             |                   |              |              |             |             |  |
| Inscrits       | Inscrits                    | Inscrits          | 98 034       | 100,00       | 98 040      | 100,00      |  |
| Abstentions    | Abstentions                 | Abstentions       | 33 882       | 34,56        | 32 992      | 33,65       |  |
| Votants        | Votants                     | Votants           | 64 152       | 65,44        | 65 048      | 66,35       |  |
| Blancs et nuls | Blancs et nuls              | Blancs et nuls    | 1 063        | 1,66         | 2 053       | 3,16        |  |
| Exprimés       | Exprimés                    | Exprimés          | 63 089       | 98,34        | 62 995      | 96,84       |  |

#### Quatrième circonscription (Romans-sur-Isère)
| Candidat       | Candidat                        | Parti          | Premier tour | Premier tour | Second tour | Second tour |  |
| Candidat       | Candidat                        | Parti          | Voix         | %            | Voix        | %           |  |
| -------------- | ------------------------------- | -------------- | ------------ | ------------ | ----------- | ----------- |  |
|                | Gabriel Biancheri sortant réélu | UMP            | 23 416       | 45,93        | 28 940      | 57,68       |  |
|                | Catherine Coutard               | MRC (PS)       | 12 548       | 24,61        | 21 235      | 42,32       |  |
|                | Gérard Oriol                    | UDF–MoDem      | 4 498        | 8,82         |             |             |  |
|                | Bernard Pinet                   | FN             | 3 402        | 6,67         |             |             |  |
|                | Jean-David Abel                 | Les Verts      | 2 089        | 4,1          |             |             |  |
|                | Jean-Marc Durand                | PCF            | 1 459        | 2,86         |             |             |  |
|                | Yannick Vitton-Méa              | LCR            | 1 297        | 2,54         |             |             |  |
|                | Philippe Labadens               | MPF            | 975          | 1,91         |             |             |  |
|                | Françoise Caruso                | LT-LNÉ         | 647          | 1,27         |             |             |  |
|                | Marie-Christine Seemann         | LO             | 367          | 0,72         |             |             |  |
|                | Claude Estivant                 | MNR            | 287          | 0,56         |             |             |  |
|                |                                 |                |              |              |             |             |  |
| Inscrits       | Inscrits                        | Inscrits       | 85 625       | 100,00       | 85 630      | 100,00      |  |
| Abstentions    | Abstentions                     | Abstentions    | 33 937       | 39,63        | 34 134      | 39,86       |  |
| Votants        | Votants                         | Votants        | 51 688       | 60,37        | 51 496      | 60,14       |  |
| Blancs et nuls | Blancs et nuls                  | Blancs et nuls | 703          | 1,36         | 1 321       | 2,57        |  |
| Exprimés       | Exprimés                        | Exprimés       | 50 985       | 98,64        | 50 175      | 97,43       |  |